# 五月橋インターチェンジ
五月橋インターチェンジ（さつきばしインターチェンジ）は、奈良県山辺郡山添村中峰山にある名阪国道のインターチェンジである。
この当ICは、かつては併設する五月橋SAから本線への進入路を兼用していたことから、実質的に五月橋SAと併設されていた。この当ICの東約0.4 kmの地点に奈良・三重県境の新五月橋がある。旧・月ヶ瀬村（現・奈良市月ヶ瀬）への最寄のインターチェンジでもある。なお、当ICの改築に伴い併設する五月橋SAが2012年3月31日をもって廃止された。
なお、今後、新たにSAが再設置される計画がある。

## 現状
- 下り線
  - 加速車線・減速車線が無い開通当時の姿であったが、2008年1月15日から改良工事が開始。
- 上り線
  - 加速車線がかつての五月橋SAへの流入出路と共用しているため、元サービスエリア流入路手前で一旦停止する必要があったが、改良工事により、2017年2月18日から加速車線が延長される。

## 道路
- E25 名阪国道（20番）

## 接続する道路
- 国道25号（非名阪）
- 京都府道・奈良県道4号笠置山添線
- 奈良県道181号遅瀬西波多線

## 周辺
- 月ヶ瀬梅林
- ルートアイリッシュ（サバゲーフィールド）

### バス停
インターから100メートルほど離れた所に遅瀬口バス停があり、三重交通の路線が停車する。
- 60系統：国道山添 行、上野市駅 行

かつては名阪国道上を走行しており、国道五月橋停留所が設置されていた。

## 隣
E25 名阪国道
(18) 白樫IC/BS - (19) 治田IC/BS -  (20) 五月橋IC - (21) 山添IC/BS - (22) 神野口IC/BS